# Hegyi vattafarkúnyúl
A hegyi vattafarkúnyúl (Sylvilagus nuttallii) az Egyesült Államok nyugati részén, a Sziklás-hegységben honos nyúlfaj. 

## Megjelenése

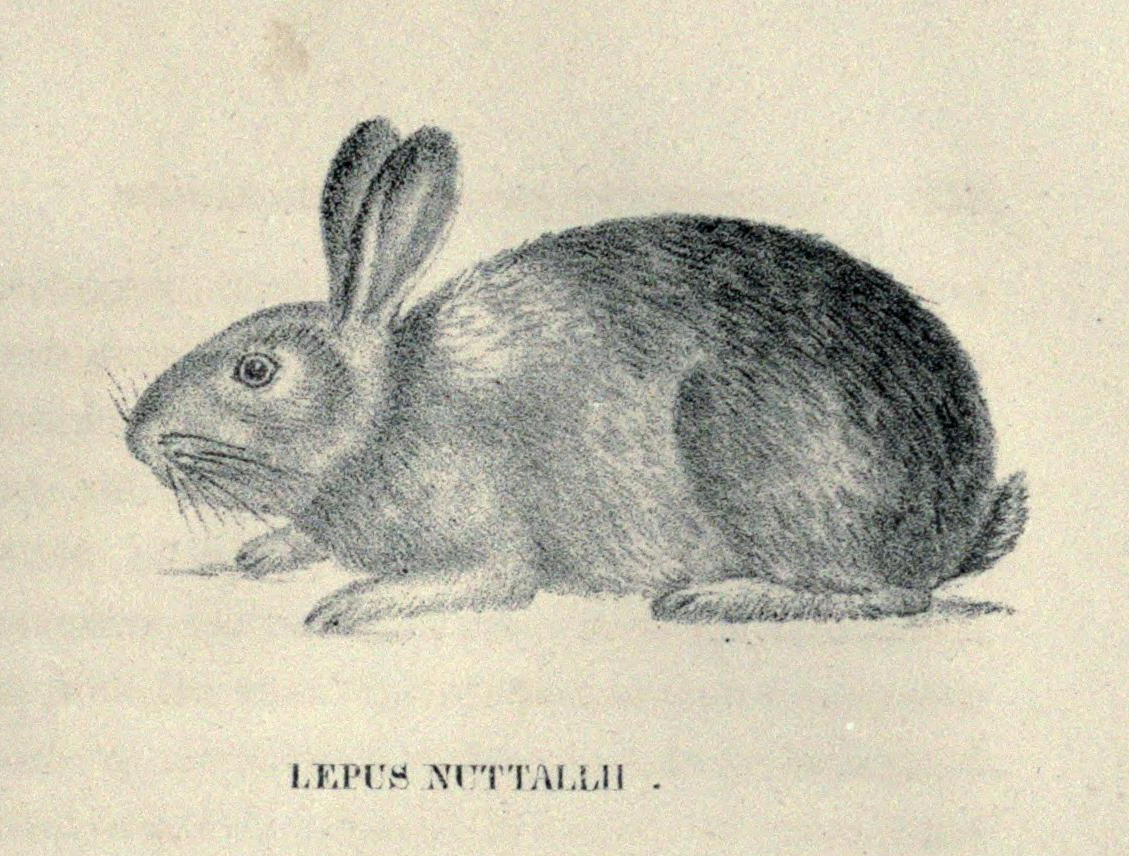
A hegyi vattafarkúnyúl 1837-es ábrázolása

A hegyi vattafarkúnyúl nemzetségéhez képest közepes vagy nagy, a többi nyúlféléhez viszonyítva kisebb termetű nyúlfaj. Tömege 0,7-1,2 kg, testhossza 35–39 cm között van; a nőstények 5%-kal nagyobbak a hímeknél. Hátsó lábai hosszúak, farka viszonylag nagy, fülei a többi nyúlhoz képest rövidek, végük lekerekített. Bundája szürkésbarna, hasa fehér. Farka felül sötét, alul fehér színű. Lábainak alsó része sűrű vörösbarna szőrrel borított, mancsait hosszú szőr védi a hidegtől. Fülei vége fekete. Bajuszszőrei többnyire fehérek. Évente egyszer vedlik.
Kromoszómaszáma 2n=42
Három alfaja ismert:
- S. nuttallii grangeri
- S. nuttallii nuttallii
- S. nuttallii pinetis

## Elterjedése
Az Egyesült Államok nyugati felén honos, elterjedésének határai: keleten Montana keleti határa, nyugaton a Sierra Nevada, délen Új-Mexikó és Arizona középső vidéke, északon pedig kb. az amerikai-kanadai határ, bár egy kis területen Kanadában is előfordul.
Elsősorban az erdős, bozótos hegyoldalakon, lejtőkön, folyópartokon él, ahol az aljnövényzetben sok füvet, fűzcserjéket vagy zsályát talál.

## Életmódja
A hegyi vattafarkú magányosan él, feltehetően azért, hogy a rendelkezésre álló élelmet és búvóhelyeket jobban kihasználják. Többnyire alkonyatkor, este vagy hajnalban aktív és lehetőleg egy fedezéket nyújtó bokor közelében táplálkozik. Aktív idejének több mint felét táplálkozással tölti. Étrendjét elsősorban a fűfélék teszik ki, de ha annak szűkében van, megrágja a zsálya- és borókacserjéket és megeszi a borókabogyót is. Erős szélben vagy esőben nem merészkedik ki a nyílt terepre.
Ha megijesztik, a legközelebbi fedezékbe sprintel néhány méternyit, majd megdermed és füleit felmeresztve figyeli, hogy közeledik-e a veszély forrása. Ha tovább háborgatják, a futásban keres menedéket és igyekszik üldözőjét félkörös útvonalakkal megtéveszteni.
A hegyi vattafarkúra prérifarkasok, hiúzok, nyestek, csörgőkígyók, ragadozó madarak vadásznak.
Az egyébként magányos életmódú nyulak a párzási időszakban (március-júliusban) találkoznak egymással, de párokat ekkor sem alkotnak. A vemhességi idő 28-30 nap ami után a nőstény 4-8 utódnak ad életet (Kaliforniában inkább csak kettőt figyeltek meg), amelyeket egy szőrrel és száraz fűvel kibélelt fészekben hoz a világra. Egy nőstény évente akár 4-5 fészekaljnyi kisnyulat is szülhet. Az utódok között kissé több a nőstény (1,1:1 a nőstények javára). A nyulak vakon, szőrtelenül születnek, kb. egy hónaposan, 75 grammosan merészkednek ki először a fészekből. A nem érettség minimális ideje 3 hónap.
Élettartamuk kb. 7-8 év.

## Természetvédelmi helyzete
A hegyi vattafarkúnyúl gyakori állat elterjedési területén belül, bár Észak-Dakotában erősen lecsökkent az állománya, mert a floridai üreginyúl kiszorítja. A Természetvédelmi Világszövetség Vörös listáján nem fenyegetett státusszal szerepel.